# 司馬元顯
司馬元顯（382年—402年），字朗君，河內溫縣（今河南溫縣西）人。晉朝宗室，會稽王司馬道子之長子，东晋晚期权臣，受封為會稽王世子。官至驃騎大將軍。司馬元顯自隆安三年起至元興元年的三年間曾經一度執掌東晉政權，但期間叛民孫恩連年入侵當時朝廷唯一能直接控制的三吳地區，戰事不息，而司馬元顯仍貪腐不已，國庫空虛下仍聚斂錢財之餘亦驕傲自大，信任身份奉承自己的小人，敗壞朝政。及後司馬元顯討伐桓玄，倚靠了北府軍將領劉牢之，然而劉牢之因擔心助司馬元顯擊敗桓玄後將不為對方所容，於是不戰而降。司馬元顯不能抵抗桓玄，終敗於桓玄並被其所殺，桓玄亦因而結束了晉安帝繼位以來司馬道子與司馬元顯父子掌政的局面，自掌朝政，終令其成功篡奪晉室，建立桓楚政權。

## 生平

### 對抗王恭
隆安元年（397年），青兗二州刺史王恭以討伐王國寶之名起兵，成功逼使司馬道子賜死王國寶並處死王緒。當時司馬元顯十六歲，擔任侍中，因為厭惡王恭，所以勸司馬道子準備討伐他。司馬道子於是以司馬元顯為征虜將軍，並以司馬道子以前納入了驃騎將軍府的原衞將軍府和徐州刺史府屬僚撥給司馬元顯。
隆安二年（398年），王恭再度舉兵，更聯同了荊州刺史殷仲堪、廣州刺史桓玄、豫州刺史庾楷。面對如此情形，司馬元顯力主司馬道子討伐，但司馬道子沒有對策，不知所為，只得終日喝酒，將討伐之事都交託給司馬元顯。司馬元顯雖然年輕，但聰明且多所涉獵，果斷敏銳，以社稷安危為已任，連與他一起開會討論的人都稱他有晉明帝神武之風。司馬元顯於是受命為征討都督、假節，統率王珣、谢琰等對抗王恭，司馬道子心腹兼王恭這次的討伐目標司馬尚之亦參戰。
起初司馬尚之擊敗了庾楷，但荊州來赴的桓玄及後卻大敗司馬尚之等人，並且進軍石頭城。司馬元顯於是從竹里撤還建康，並率王愷、桓放之、溫詳等守戍石頭城抵抗桓玄等，又以王珣和謝琰分戍北郊及宣陽門守備。另一方面，司馬元顯知道王恭手下北府軍將領劉牢之對王恭輕視他甚為忿恨，於是派了廬江太守高素去勸告他反叛王恭，並許諾事成後以劉牢之接任王恭之位。劉牢之最終都歸降朝廷，並倒戈進攻王恭，令王恭兵敗被擒，及後被朝廷處死。
王恭死後，殷仲堪等荊州軍團退守尋陽，拒絕接受朝廷任命。由於朝廷不知荊州軍團的虛實，於是司馬元顯仍以嚴兵相拒，情勢緊張，內外憂懼。司馬道子命司馬元顯領甲杖百人入殿防衞。不久，加司馬元顯散騎常侍、中書令，兼領中領軍，持節、都督如故。同年殷仲堪終接受朝廷安撫，各還其州，危機才得以解決。

### 奪權執政
隆安三年（399年），司馬道子患病，同時亦沉溺飲酒，每天都在酒醉中。司馬元顯知道父親的聲望已不再，於是暗示朝廷解除其司徒及揚州刺史職務，並自任揚州刺史。司馬道子知道後大怒但不能作甚麼。司馬元顯自以年輕，不想短時間內接受父親兩項重要職位，於是以琅邪王司馬德文為司徒。同時司馬元顯信任廬江太守張法順，以其為謀主，又樹立自己的黨羽，桓謙以下的門閥權貴子弟都與其交往。司馬元顯當時為增加兵源，於是下令三吳各公卿以下，原為官奴而被門閥轉為蔭客的人移置建康，號稱為「樂屬」，但惹來當地門第士族的不滿。

### 敗壞朝政
孫恩就正值當時三吳民心不穩，於是自海島進攻上虞，及後更攻陷會稽，三吳八郡皆響應孫恩。面對如此局面，朝廷內外戒嚴，司馬元顯以中軍將軍討伐孫恩，並命謝琰率兵討伐。不久謝琰與劉牢之暫時擊退孫恩，八郡稍為安定，加司馬元顯錄尚書事。當時司馬道子父子皆錄尚書事，但司馬道子已經將朝政都交了給司馬元顯處理，於是住西府的司馬元顯被稱「西錄」，每天拜訪的人眾多，門庭若市；而稱「東錄」的司馬道子所住東府則門可羅雀。但司馬元顯並無良師益友，親信都好阿諛奉承的奸佞小人，都稱他為一時英傑、風流名士。司馬元顯於是漸漸變得驕傲豪侈，更暗示禮官建立禮儀，以自己德高望重且總掌國事，應該受最大的恭敬。放是公卿以下見司馬元顯都下拜，其生母劉氏更獲加號會稽王夫人，賜金章紫綬。而當時因為戰事頻生，國庫虛耗枯竭，但司馬元顯聚斂錢財，比皇室還富有。
隆安四年（400年），孫恩再度從海島進攻，駐守會稽的徐州刺史謝琰戰死，司馬元顯於是求領徐州刺史，加侍中、後將軍、開府儀同三司、都督揚豫徐兗青幽冀并荊江司雍梁益交廣十六州諸軍事。同年十二月戊寅日（401年1月2日），有彗星出現在天津，司馬元顯以此解錄尚書事，但又加授尚書令。當時吏部尚書車胤不滿司馬元顯驕傲放縱，於是去見司馬道子，請他禁抑司馬元顯。司馬元顯知道後就去問司馬道子究竟和車胤說了甚麼，但司馬道子不答。司馬元顯一直追問，司馬道子於是怒道：「你想幽禁我，不讓我和朝士見面！」司馬元顯認為車胤離間其父子，於是暗中派人谴責車胤，車胤嚇得自殺。

### 討伐桓玄
隆安五年（401年），孫恩再度進攻，被劉牢之擊退後沿海北上，進逼京口，司馬元顯以柵阻斷孫恩水軍過石頭城，又率兵拒戰，但屢戰不利，建康危急，只因北府軍將領劉裕擊敗孫恩，最終令孫恩北走江北才解決危機。不過同時，荊州刺史桓玄借孫恩威脅京師的機會，聲言率兵討伐。司馬元顯在孫恩軍退後就下詔書阻止桓玄，桓玄唯有罷兵。不過司馬元顯對桓玄十分畏懼，張法順亦勸司馬元顯出兵消滅桓玄。司馬元顯於是派張法順到京口聯結劉牢之，但劉牢之遲疑。張法順回去後就認為劉牢之有貮心，建議司馬元顯殺了他。司馬元顯拒絕。
元興元年（402年）正月，司馬元顯升驃騎大將軍、征討大都督，都督十八州諸軍事，加侍中、黃鉞、班劍二十人，並下詔討伐桓玄，命劉牢之為前鋒都督。當時張法順建議司馬元顯逼劉牢之殺桓謙以示其忠心，亦可除了桓謙這個桓玄耳目，但司馬元顯認為沒有劉牢之就不可能打敗桓玄，而且若劉牢之不肯，戰前誅殺大將不利人心，認為不可取，於是拒絕。不過當時司馬元顯有意盡誅諸桓，只因王誕勸阻司馬元顯才沒成事。司馬元顯亦決定以桓謙代桓玄為荊州刺史，以其父桓沖在荊州的名望博取荊州人支持。
大軍將出發時，驃騎長史桓石生派使者告訴桓玄，桓玄決定順江抵抗，更傳檄京師，列舉司馬元顯罪狀。二月丙午日（3月26日），晉安帝在西池為司馬元顯餞行，及後司馬元顯就登船準備出發，但卻遲遲未發。桓玄到尋陽時仍未見朝廷軍隊，於是十分高興，士氣上升。而原先答應當內應的庾楷被桓玄發現圖謀，被囚禁，而朝廷亦派了齊王司馬柔之以騶虞幡命桓玄罷軍，但被桓玄前鋒所殺。二月丁卯日（4月16日），桓玄至姑孰，派軍擊敗並俘虜司馬尚之，司馬休之棄城逃走。前鋒都督劉牢之卻怕擊敗桓玄後會不容於司馬元顯，竟想借桓玄除去司馬元顯後再伺機消滅桓玄，所以一直不肯出軍。而劉牢之亦因司馬元顯日夜酒醉而未得見，安帝餞行時亦未見司馬元顯對其禮待重視，所以於三月就投降了桓玄。

### 兵敗被殺
時桓玄逼近建康，司馬元顯才打算出發，但聽到桓玄已到新亭後棄船，退屯於國子學堂。三月辛未日（4月20日）在宣陽門外列陣，但軍中有言桓玄已到，司馬元顯於是打算領兵回宮城，但桓玄軍隊中有人拔刀從後大叫：「放仗！」司馬元顯軍隊自潰，司馬元顯僚屬皆已散走，唯張法順伴隨。司馬元顯入相府向司馬道子問計，但司馬道子只能對其哭泣。桓玄隨後派毛泰收捕司馬元顯，並縛他於舫前數落他，司馬元顯只得說：「是被王誕、張法順誤了。」
桓玄入京執掌朝政，並斬司馬元顯和他六個兒子，司馬尚之、庾楷、張法順、毛泰等皆被處死。劉裕舉義兵擊敗桓玄，大將軍武陵王司馬遵承制追贈司馬元顯太尉，賜諡號為忠。

## 性格特徵
- 司馬元顯性格苛刻，生殺都由己意，張法順屢次勸諫都不聽。
- 司馬元顯貪婪，即使當時國庫空虛，司徒以下官員每日俸祿只得七斗仍然聚斂錢財。此舉被視為其敗壞國家的行為。

## 兒子
- 司馬彥璋，次子，过继给东海哀王司马冲，封東海王，與生父一同被殺
- 司馬秀熙（又名司馬法興），據說是司馬元顯第五子，劉裕起兵推翻桓楚後突然出現，聲稱是逃入蠻中的司馬元顯子，獲得元顯寡妻會稽太妃王氏的承認肯定。後被當權的劉裕認為是奴僕勺藥假冒，斬首棄市，會稽太妃認為兒子被殺、丈夫絕後，因此痛哭流涕。宗室司馬休之也認為司馬秀熙（法興）確實是元顯的兒子，415年休之在荊州起兵反抗權臣劉裕時，上表批判劉裕當年是包藏禍心，知道司馬法興聰敏明慧，必會收攬人心、阻礙自己掌權，因此故意說法興是他人假冒，藉此殺死無辜的司馬法興。[7]
- 司马天助，自稱是司馬元顯子，北魏封東海公，拜侍中、都督青徐兖三州諸軍事、征東將軍、青兖二州刺史。後從駕北征，在戰陣中死亡。